# Роберт Гоук
Роберт Джеймс Лі «Боб» Гоук (англ. Robert James Lee "Bob" Hawke; 9 грудня 1929 — 16 травня 2019) — австралійський політичний діяч, 23-й Прем'єр-міністр Австралії.

## Ранні роки
Гоук народився у містечку Бордертаун, що у Південній Австралії, поблизу з кордоном Вікторії. Його батько Клем був міністром, а його дядько Альберт Гоук — Прем'єр-міністром Південної Австралії від Лейбористської партії (1953—1959), і мав дружні відносини з Джоном Кертіном, який був прикладом для наслідування для молодого Боба. Мати Гоука Еллі покладала на сина великі сподівання і беззавітно вірила у нього. Це, звичайно, додавало Бобові впевненості в собі протягом усієї його кар'єри.
Невдовзі Гоук переїхав до Перту, Західна Австралія, де вступив до Сучасної школи Перту. Згодом він здобув вищу освіту та отримав кваліфікацію з права та економіки в Університеті Західної Австралії. У віці 15 років, він вихвалявся, що одного дня стане Прем'єр-міністром Австралії. 1947 року він вступив до лав Лейбористської партії У 1953 Гоук вступив до Оксфорду, щоб отримати ступінь бакалавра мистецтв.
У березні 1956 Гоук одружився з Хейзел Мастерсон. Того ж року Гоук почав вивчати право та юриспруденцію на юридичному факультеті Національного університету у Канберрі. Незабаром після вступу Гоук зайняв посаду представника студентів на Університетській раді.
1957 Гоук разом з родиною переїхав до Мельбурну.

## Лідер профспілки
Незабаром Гоук почав співпрацювати з профспілкою робітників. Спочатку він лише представляв її інтереси на щорічній Арбітражній комісії з промислових відносин стосовно визначення заробітної плати. Попередній представник профспілки Р.Еглестон домігся збільшення заробітної платні лише на 5 шилінгів. 1959 року Гоук домігся збільшення зарплатні на 15 шилінгів, що було розцінено як персональний тріумф Гоука. Він продовжував здобувати успіхів, а 1969 він зміг висуватись на пост президента профспілки.
Гоука було обрано президентом профспілки 1969 не без підтримки лівих сил, включаючи осіб, пов'язаних з Комуністичною партією.
1973 року Гоук став Федеральним президентом Лейбористської партії. Коли урядування Гофа Вітлема опинилось під загрозою в результаті конституційної кризи 1973 року, що було припинено рішенням Генерал-губернатора, а також після поразки Вітлема на виборах 1975 року, останній запропонував Гоуку очолити партію, хоча й не мав повноважень обирати свого наступника. Разом з тим, Гоук вирішив не йти до Парламенту у той час, хоча пізніше шкодував про це.

## Член Парламенту
Вперше Гоук намагався потрапити до Парламенту на федеральних виборах 1963 року, але невдало. Пізніше, 1980 року, Гоук здобув місце у Палаті представників. Одразу ж Гоук отримав місце у тіньовому кабінеті — пост Міністра промисловості та Міністра у справах сім'ї та молоді.
На посту лідера партії перебував Хейден. Але його лідерство було поставлено під сумнів після невдалих додаткових виборів у грудні 1982. Партія потребувала 5,5 % голосів, щоб здобути місце, але набрала лише 3 %. Це переконало багатьох у тому, що лише Гоук може привести лейбористів до перемоги на виборах. Таким чином 3 лютого 1983 року на засіданні тіньового уряду у Брисбені Хейден оголосив про свою відставку, а Гоука було призначено тимчасовим лідером партії. Того самого дня Малколм Фрейзер, який не знав про перебіг подій у Брисбені, оголосив про подвійний розпуск Парламенту та призначив вибори на 5 березня 1983. Формально Гоука було призначено на пост лідера партії через п'ять днів. Ще за 25 днів лейбористи здобули перемогу на виборах, чим поклали край семи рокам правління консерваторів.

## Прем'єр-міністр (1983—1991)

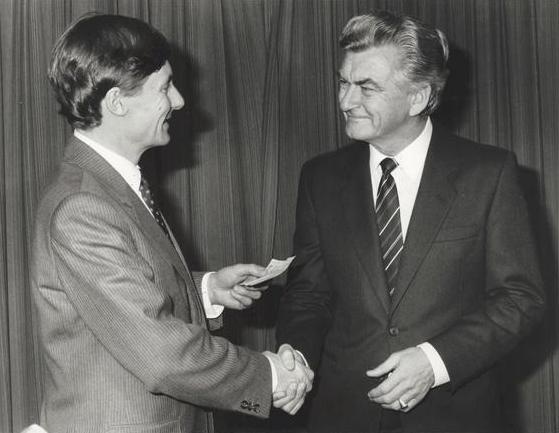
Роберт Гоук представляє нового Прем'єр-міністра Південної Австралії Джона Беннона у квітні 1983 року

Перші дні урядування Гоука разюче відрізнялись від початку ери Вітлема. Перш ніж започатковувати нові глибокі реформи, Гоук оголосив, що дефіцит бюджету, створений урядом Фрейзера, призвів до того, що деякі з передвиборчих обіцянок лейбористів мають бути відкладеними. Гоуку вдалося переконати партійних функціонерів відносно призначення міністрів. Тобто, партійні збори все ще обирали повний склад Кабінету, але дозволили Гоуку обирати персональний склад міністрів, яких буде включено до складу нового Уряду. Гоук також скоротив кількість міністрів до 13.
На посаду Міністра фінансів було призначено Пола Кітінга, з яким Гоук працював у тісній зв'язці. Цей тандем являв собою суміш протиріч: Гоук захоплювався сигарами, кінними перегонами та усіма видами спорту, Кітінг надавав перевагу класичній архітектурі, симфоніям та антикваріату; Гоук намагався вирішувати питання мирним шляхом, Кітінгу ж подобались агресивні дебати; Гоук був протестантом, Кітінг — католиком. Але, попри це, вони утворили вкрай ефективний дует у творенні державної політики.
Серед реформ, проведених урядом Гоука слід відзначити демонтаж тарифної системи для приватизованих державних галузей промислового сектору, припинення субсидування збиткових галузей промисловості, продаж Банку Співдружності.
Гоук скористався з суперечностей у лавах Ліберальної партії, що дало йому змогу привести лейбористів до порівняно легких перемог на виборах 1984 та 1987 років.
Разом з тим, жоден з лейбористських Прем'єр-міністрів не підлягав такій критиці з боку одно партійців, як Роберт Гоук. Це відбувалось, в основному, з причини відходу останнього від ідеології партії у деяких питаннях (в тому числі й економічних).
Проте Гоук продовжував проводити успішні реформи. Особливої відомості набули його участь в кампанії проти СНІДу, а також спроби відкритого діалогу у пошуках взаєморозуміння між корінним населенням Австралії та Урядом.
Кабінет Гоука також здійснив рішучі кроки у стані екології країни: він припинив будівництво дамби на річці Франклін у Тасманії.

### Падіння рейтингу

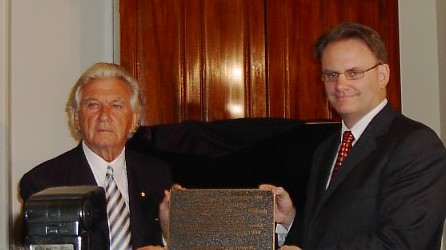
Відкриття меморіальної дошки на честь Кріса Вотсона за участі Роберта Гоука та колишнього лідера лейбористів Марка Летхема, 2004 рік

Наприкінці 1980-их відслідковується значний спад популярності уряду Гоука. Міністр фінансів Пол Кітінг скористався з такого положення справ, щоб підняти питання відносно обрання нового лідера партії.
У червні 1991 Кітінг вийшов з Уряду й кинув виклик Гоуку щодо лідерства у Лейбористській партії. Гоук виклик прийняв і переміг, але очевидним було те, що абсолютної переваги він вже не має.
Тому, коли питання щодо лідерства було піднято вдруге, Кітінг здобув перемогу, набравши 56 голосів проти 51 у Гоука. Таким чином, останній втратив лідерство у партії 20 грудня 1991 року та залишив Парламент 20 лютого 1992 року.
Очевидно, що Гоук не був вкрай розчарованим, хоча у своїх мемуарах висловив жаль з приводу такого підсумку свого перебування на посту голови Уряду. Зараз Гоук стверджує, що стер усі суперечності з Кітінгом, і вважає його своїм другом. (англ.)
Пізніше Прем'єр-міністр Великої Британії Тоні Блер скаже, що вчився у Гоука керувати країною. (англ.)

## Поза політикою

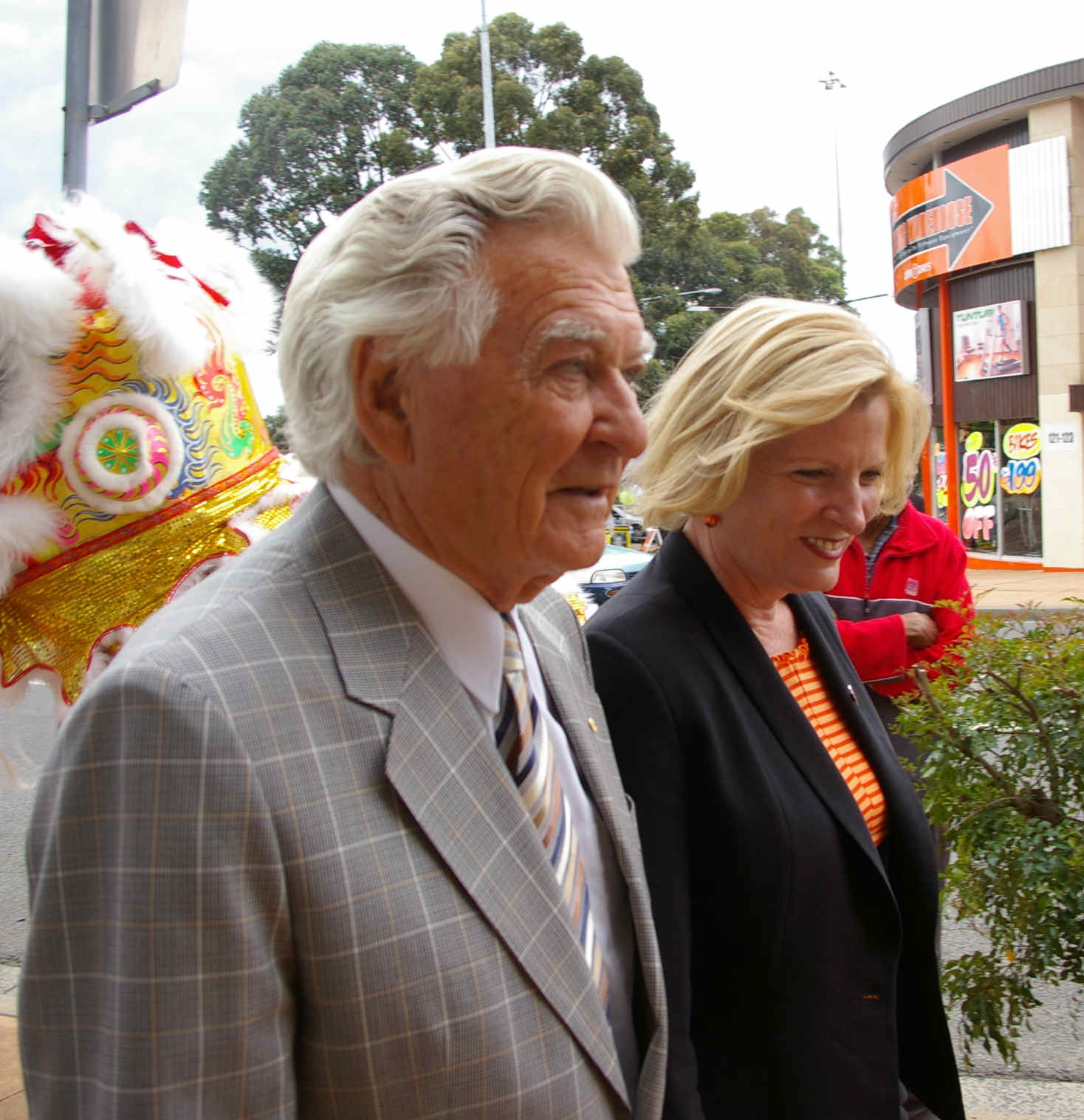
Роберт Гоук та Кевін Радд після виборів 2007 року

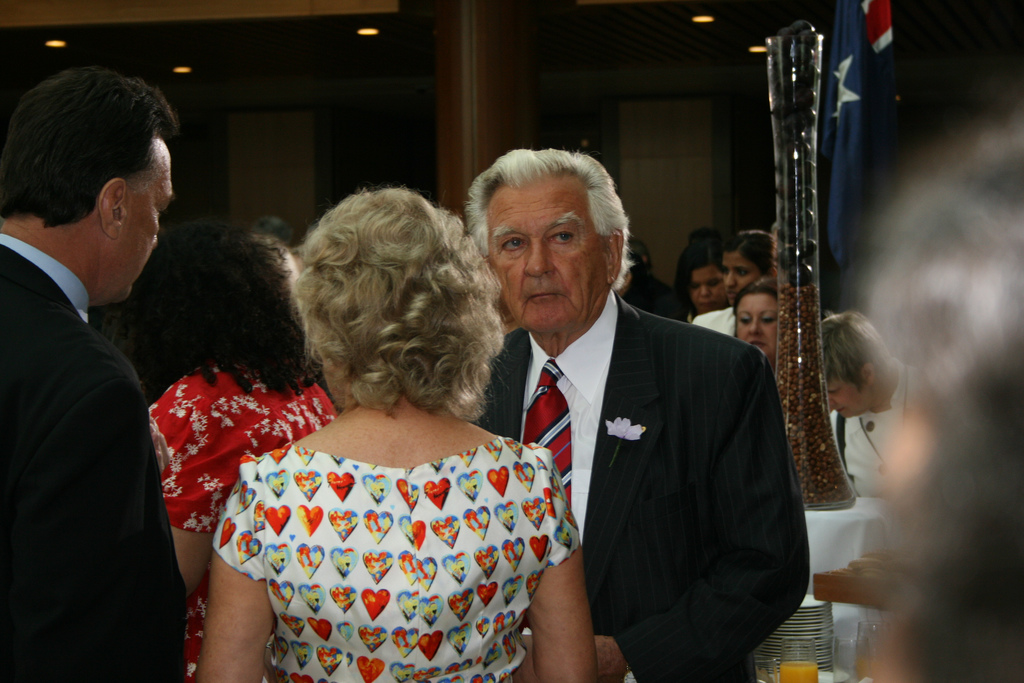
Боб Гоук

Після закінчення політичної кар'єри, Гоук успішно ввійшов до ділового світу.
Дружина Роберта Гоука дізналась про його стосунки з біографом Бланш д'Альпуге ще коли він займав пост Прем'єр-міністра, але заради політичної кар'єри чоловіка не стала виносити скандал на публіку. Але одразу після уходу з політики розлучилась з ним. Незадовго після цього Гоук одружився з д'Альпуге.
Він майже не брав участі у діяльності партії упродовж урядування Кітінга. Після обрання Джона Говарда на посаду Прем'єр-міністра Гоук став близьким другом лідера опозиції Кіма Бізлі.

## Визнання
Роберт Гоук отримав деякі звання від академічних закладів:
- Почесний Член — Університетський коледж, Оксфордський університет
- Почесний Доктор — Університет Західної Австралії
- Почесний Доктор цивільного права — Оксфордський університет
- Почесний Доктор гуманітарних наук — Університет Ріккіо
- Інші почесні звання Пекінського університету, Єврейського університету у Єрусалимі, Університету Нового Південного Уельсу та Університету Південної Австралії
- Головну міністерську бібліотеку Університету Південної Австралії названо на його честь.